# Ciceón
El ciceón o ciceó (en griego κυκεών, kykeon, de κυκάω ‘remover, mezclar’) es una bebida griega ancestral hecha principalmente con agua, cebada y hierbas. Se usaba en el clímax de los misterios de Eleusis (ritos de iniciación al culto de los dioses de la agricultura) para romper el ayuno sagrado, pero también era una bebida muy apreciada por los campesinos. Se le atribuían propiedades digestivas.

## Características
En los textos homéricos aparecen menciones al ciceón: la Ilíada lo describe como una bebida a base de agua, cebada y hierbas, que era consumida con queso de cabra (XI, 638–641). En la Odisea, Circe añadía miel y vertía su poción mágica en el brebaje (X, 234). En el himno homérico a Deméter, la diosa rechazaba vino tinto pero tomaba ciceón elaborado con agua, cebada y menta poleo.

## Investigaciones acerca del ciceón
En un intento de resolver el enigma de cómo tantas personas a lo largo de dos milenios podían haber vivido experiencias revelatorias colectivas[cita requerida] durante las ceremonias de los misterios eleusinos, ha sido sugerida la teoría de que la cebada utilizada en el ciceón que se consumía como parte de los ritos estuviera contaminada por el esclerocio, es decir la forma latente del hongo, del cornezuelo del centeno, Claviceps purpurea, y que las sustancias psicoactivas, concretamente LSA (amida del ácido lisérgico, precursora del LSD), contenidas en ese hongo fueran las responsables de las intensas experiencias vividas por los participantes en dichas ceremonias. Curiosamente dichas amidas se han encontrado también en otras especies totalmente distintas del reino vegetal, como son algunas enredaderas en concreto Ipomoea violacea y Turbina corimbosa; dicho descubrimiento fue realizado por el descubridor del LSD, Albert Hoffman.
Varios experimentos actuales han intentado copiar el ciceón consumido en Eleusis, utilizando cebada contaminada, pero no se han podido extraer conclusiones certeras.
En el libro The Immortality Key, de Brian C. Muraresku, se recogen estudios recientes sobre cómo se han obtenido evidencias arqueoquímicas concluyentes sobre el uso de cornezuelo como sustancia visionaria en los ritos eleusinos.